# 美男子阿拉

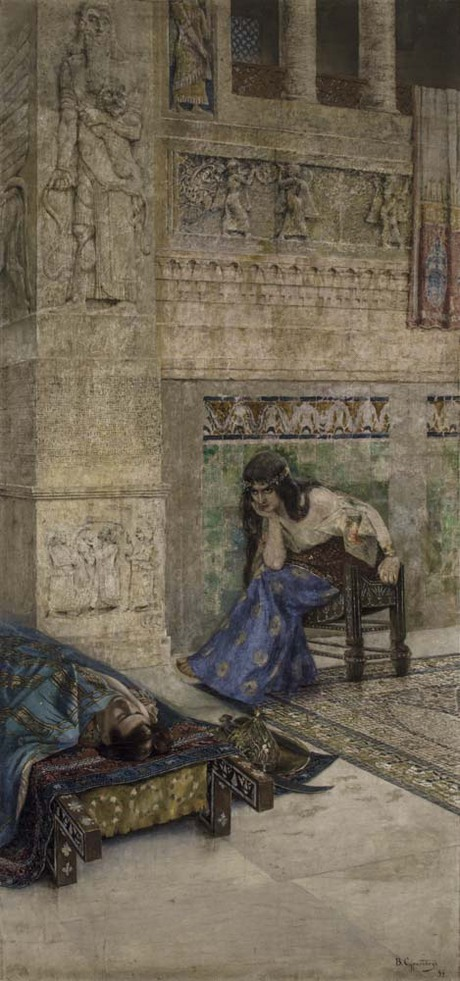
画像中沙米拉姆盯着美男子阿拉的遗体，由凡茨·苏伦所繪

美男子阿拉，也称“美好的阿拉”或“英俊的阿拉”，是传说中的亚美尼亚民族英雄。他在亚美尼亚民间传说文学中以英俊帅气的長相聞名，甚至亚述女王塞弥拉弥斯对亚美尼亚发起战争，只为了得到他。
有时他与公元前9世纪乌拉尔图国历史中的统治者阿拉麦国王有关。

## 传说
此时的塞弥拉弥斯（亚美尼亚称沙米拉姆）是尼尼微的女王，她的丈夫尼努斯（Ninus）曾因她的不忠已对她产生厌恶并已离世。
当塞弥拉弥斯抵达一个叫亞拉臘的地方时，战斗开始了。她命令她的将军们活捉阿拉。阿拉的军队被打败，且塞弥拉弥斯的一个儿子杀害了他，从战场上其他被杀士兵的尸体堆中找到了他。